# Magyar Száműzöttek Lapja
A Magyar Száműzöttek Lapja az első amerikai magyar nyelvű lap. Megjelent New Yorkban, a Spuce Street 17. szám alatt 1853. október 15-től 1853. november 6-ig. Mindössze 6 számot ért meg. A lap szerkesztője, szedője, kiadója, írója Kornis Károly volt.

## A lapról
Kornis Károlyt a lap elindításában támogatta Dancs Lajos és Gorszky Xavér. Egy hónapra 1 dollárban határozták meg a lap előfizetési díját, 117 előfizetőt tudtak szerezni. Feltehetően a Koszta Márton-ügy nagy szerepet játszott a lap elindításában, az amerikaiak büszkék voltak arra, hogy az Amerikai Egyesült Államok meg tudja védeni saját állampolgárait függetlenül attól, hogy a világ mely pontján kerülnek azok bajba. Az újságban megjelentették a Szedlák Mátyás elleni nyilatkozatokat is, amelyekben elítélték Szedlák szélsőséges Kossuth-ellenességét.
Az újságba nemcsak Kornis Károly, hanem más jeles személyek is írtak, köztük Mészáros Lázár, Török Lajos, Házmán Ferenc, Vetter Antal. Igen figyeltek az amerikai magyar emigránsok a keleti eseményekre, s főleg arra, hogy a magyar haza számára várható-e kedvező fordulat. Ilyen szempontból kísérték figyelemmel és elemezték a krími háborút is. Az elvesztett  magyar szabadságharc menekültjei valóságos politikai, s nem gazdasági menekültek voltak, helyzetüket átmenetinek tekintették, s újra készek voltak harcba szállni Magyarország függetlenségéért, ezt jelezte összetartozási igényük is. A magyar menekültek összejöttek 1853. november 10-én New Yorkban a City-Stul Street 12-14. szám alatt, s valamennyien jelezték, hogy készen állnak szülőföldjük védelmére, mihelyt arra alkalom adódik. Megválasztották a Választmány elnökét, Mészáros Lázárt, a választmány tagjainak sorába Vetter Antal, Házmán Ferenc, Szerényi Antal, Miklósi Ármin és Grisza Ágoston került. 1853. november 13-án tartott is a Választmány egy tanácskozást, de ez is ellankadt a kedvezőtlen körülmények miatt. Ebben benne foglaltatik az európai politikai helyzet, amely nem kedvezett a magyar függetlenség kivívásának; másrészt az amerikai emigráns magyarok a hatalmas országban egymástól nagy távolságban éltek, mindig ott, ahol találtak maguknak egzisztenciát. A későbbi időszakokban azonban nem maradt el a folytatás, újabb és újabb magyar kivándorlók érkeztek, s már hosszabb életű magyar nyelvű lapok indultak, köztük Clevelandben (Ohio) útjára indította Kohányi Tihamér a Szabadság című lapot 1891-ben, a napjainkban is élő  Amerikai Magyar Népszava 1899-ben indult New Yorkban.